# Кальяри (провинция)
Ка́льяри (итал. Provincia di Cagliari, сард. Provìntzia de Casteddu) — бывшая провинция в автономном регионе Сардиния в Италии. Имела площадь 4470 квадратных километров, население 561 тысяча человек (2016). В состав входила 71 коммуна.
Согласно закону от 4 февраля 2016 года провинция была упразднена: город Кальяри и 16 муниципалитетов были преобразованы в метрополитенский город Кальяри (метрополию города), остальные муниципалитеты были объединены с провинциями Медио-Кампидано и Карбония-Иглезиас в новую провинцию Южная Сардиния.